# بسین ادرزیج
بسین ادرزیج (انگلیسی: Besian Idrizaj; ۱۲ اکتبر ۱۹۸۷ – ۱۵ مهٔ ۲۰۱۰) بازیکن فوتبال اهل اتریش بود.
از باشگاه‌هایی که در آن بازی کرده‌است می‌توان به باشگاه فوتبال لوتون تاون، باشگاه فوتبال لیورپول، باشگاه فوتبال سوانزی سیتی، باشگاه فوتبال کریستال پالاس، باشگاه فوتبال بلکبرن روورز، و باشگاه فوتبال کریستال پالاس اشاره کرد.
وی همچنین در تیم ملی فوتبال زیر ۲۱ سال اتریش بازی کرده‌است.